# 防災まちづくり
防災まちづくり（ぼうさいまちづくり）とは、まちづくりのひとつであり、災害に強い地域社会の形成に向けた取り組みのことを指す。定義及びその内容については以下に詳述する。

## 防災まちづくりとは
防災まちづくりとは、明確に確立された定義はないが、広義には「地震・火災発生・豪雨・豪雪などの自然現象を誘因として発生する被害を、できるだけ小さくするように災害に強いまちをつくってゆく行政と市民の共同努力」と定義される。また、狭義には「昭和40年代の反公害運動を経て、昭和50年代初頭より都市計画における地区環境整備手法として定着してきた住民主体のまちづくり運動の、防災を目的とした近年のコミュニティ活動」のことを指す。
ちなみに、防災まちづくりを推進している広島市では、「地域社会で住民が主体となって取り組む、防災を主体としたまちづくり活動」と定義している。「防犯まちづくり」と合わせて、「安全・安心まちづくり」といわれることもある。
近年では、神戸市などを中心として事故やテロなどの人為災害も大規模災害として注意を要する課題となっており、防災まちづくりの対象分野は広がりつつある。

### 防災まちづくり要旨
多くの市町村が取り組む防災まちづくりには、いくつかの特徴がある。
第一に、想定される河川氾濫・津波など災害への物理的な防災策を講じるための都市計画であり具体的にはダムや堤防、防潮堤などの防災施設の建造である。岩手県普代村や洋野町では、M9.0という東北地方太平洋沖地震においても高さ15.5mの普代水門(1984年完成)や太田名部防潮堤（普代村）や高さ12mの防潮堤（洋野町）が破壊されずに津波を大幅に減衰させ、実質的に津波をはね返したため、それらの地域の貴重な人命と財産を守った。普代村では2011年の東北地方太平洋沖地震において被災した民家は無く、死者はゼロである。普代水門自体は、事業計画時に15.5メートルは高すぎるとして非難を浴びたが、当時の村長である和村幸得が「15メートル以上」と譲らず、防災のための財政支出を惜しまなかった。その村長の決断が村を救い、そしてこの事例により、地震や津波などの防災のための公共事業の重要性が再確認された。
さらには、減災である。防災施設の建造だけでは不十分であり、既存の防災事業のような、災害の被害を0にすることを前提として万遍なく防災対策を施すのみでは、阪神淡路大震災や東北地方太平洋沖地震のようないざ行政の想定をはるかに超える災害に見舞われた際に対応ができない。ゆえに被害を0にするよりも、被害が出ることを想定、被災を覚悟した上で、最も被害が想定される部分に対して集中的に対策をとることにより、結果として災害の被害を最小化しようという取り組みである。その具体的な取り組みが事前復興であり、災害が発生した時のことを考えて、震災時の出火による延焼を防ぐ耐火性の強化や倒壊による圧死、生き埋め（阪神大震災の死者の8割は圧死による即死だった）の可能性を減らすため、建造物の耐震性強化への取り組みの他、倒壊や出火、混雑により避難路が封鎖されるなどの事態を避けるため、道路の幅を拡大するなどの施策が推進されている。
また、協働も重要な防災策である。災害の被害を最小化させる上で、行政単独による取り組みでは不十分であり、市民や企業をはじめとした地域構成員全体の連携協力をしていこうというものである。
また、その地域構成員全体が協働して防災まちづくりを推進する上で、特に不可欠とされているものとして、地域力の醸成がある。これは、市民をはじめとした地域構成員に対して地域に対する関心を深めてもらい、その上で地域構成員間での交流を深めておくことで、いざ災害が発生した際にお互いに助け合う関係を形成しておくことが期待される。その意味で、今日では、地域力醸成もまた、防災まちづくりにおける取り組みとして認識されつつある。

### 防災ひとづくり
防災ひとづくりで、最も重要なのは災害の危険を時下に蒙る市民自身が防災意識を有し、自らや近隣住民との助け合いにより、避難救助活動及び消火活動、小病人や弱者の手助けを展開することである。そのためには、市民が災害の恐ろしさや地域の一員としての自覚し、主体的に地域の安全を担うだけの力を養っていく、即ちエンパワーメントを図ることが必要になってくる。個々人の自覚が、地域全体に自律と連帯を育み、地域における協働の防災まちづくりへとつながっていくものである。
そのためにも、市民同士や市民や行政、専門家などの間にあるリスク意識の乖離を埋めるリスクコミュニケーションを展開し、地域のあらゆる主体の防災意識の共有化を図り、災害図上訓練(DIG)、まち歩きなど様々な学習の機会をとらえながら、防災意識の醸成を図ることが期待される。

### 防災まちづくりの具体的な取り組み
防災まちづくりの具体的な取り組みとはどのようなのものか。その事例のひとつが、防災まちづくりにおけるワークショップを用いた行政、企業、市民の合意形成の取り組みである。これは、地域の防災力を向上させる上で、平時から行政と市民、企業が地域の防災に関する情報や認識を共有し、事前に協力関係づくりや対策を進めることで、来る災害に備えることを目的とするものである。特に、先進的な事例としては、ワークショップのカリキュラムの中に災害図上訓練 (DIG) を組み込み、情報や体験を共有する中で、関係者全体によるハザードマップづくりや防災力向上のための取り組みを企画推進を図る取り組みなどが散見されるようになってきた。21世紀になり、災害やテロなど多様な危機を抱えるマルチハザード時代の到来といわれる中で、この防災まちづくりの取り組みが広く市町村一般において取り組まれていくことが望まれるところである。

## 防災まちづくりの主な事業

### 延焼遮断帯
大規模な地震等で市街地大火を阻止する機能を果たす、道路、鉄道、公園等の都市施設と、沿線の範囲に建つ耐火建築物で構築される帯状の不燃空間である。

### 防災生活圏
既往コミュニティの活動範囲を目安に日常的な生活圏を基本として、道路や公共不燃化建物による延焼遮断帯で囲まれた小、中学校区程度の区域をいう。防災生活圏ごとに避難場所となる公園整備を図り、防災拠点となる公共施設に隣接させるなど、防災まちづくりの基本単位としている。

### 防災環境軸
密集市街地の防災性を効率的に向上させるため、都市計画道路の整備と一体的に沿道の建築物の不燃化を促進し、避難路・延焼遮断帯として機能する空間を形成する事業。実施例として、一之江駅西部(東京都江戸川区)、淡路駅周辺(大阪市)、浜山(神戸市)、段原東部(広島市)、原良第三(鹿児島市)など。

### 防災安全街区
道路、公園等の都市基盤施設が整備されるとともに、医療、福祉、行政、避難、備蓄等の機能を有する公共施設・公益施設が集中立地し、相互の連携により被災時における最低限の都市機能を維持できる街区。普段からの安心まちづくり、非常時の危機管理に対応したまちづくりを実現することを日的としている。次世代の都市として環境、エネルギー、情報通倍等と連動したエコシティの一部として整備されることが望まれている。

### 防災街区整備事業
防災街区整備事業を参照。
密集市街地整備法に基づき、建築物の権利変換による土地、建物の共同化によって、老朽化した建築物を除却し、防災性能を備えた建築物および公共公益施設の整備を行う公共事業。防災街区整備地区計画として、地区の防災性の向上を目的とする地区計画を適用する。その上で密集市街地における耐火建築物の整備、不燃化促進、敷地広さに関する制限等を定め、道路、公園等の防災公共施設の整備とともに、災害に強い街区の形成を図る市街地開発事業。

### 防災まちづくり事業
地域の地理的、気候的条件や都市構造、地域の実情に応じた災害に強い安全なまちづくりを促進するため、1986年から2001年まで行われた公共事業。現在は防災基盤整備事業および公共施設等耐震化事業に継承され、防災拠点施設整備や建物の不燃化と耐震化を推進している。

### 防災拠点
地震等の大規模な災害が発生した場合、被災地において救援．救護などの災害応急活動の拠点、拠点となる施設。的確な情報提供、災害対策の体制構築、計画実施、救援救助や応急復旧活動、負傷者等の安全な受け入れ、医療支援等、復旧活動の中心となる。防災計画で当該県庁や市役所役場、消防署、警察署、学校、病院、大規模な公園等が指定されている。

### 防災公園
防災公園は、安全、安心な都市づくりを図るため、地震災害時の復旧・復興拠点や中継基地となる防災拠点、周辺地区からの避難者を収容し、市街地火災から避難者の生命を保護する避難地として機能する地域防災計画に付置づけられる都市公園等を言う。
地域防災計画に基づき、公園には広域避難基地機能、備蓄倉庫耐震付貯水槽、放送・情報通信施設、ヘリポート、延焼防止用散水施設が整備される。

#### 防災公園街区整備事業
公庫補助事業として、防災公園街区整備事業(住宅市街地総合整備事業制度要綱に基づく密集住宅市街地整備型重点整備地区を含む整備地区)がある。災害に対し脆弱な構造となっている大都市地域等の既成市街地において、防災機能の強化を図ることを目的として、地方公共団体の要請に基づき、都市再生機構が主に上記市街地に生じる工場跡地等を機動的に取得して防災公園の整備と市街地整備を一体的に推進する防災まちづくり事業であり、地域防災計画その他の地方公共団体が策定する防災に関する計画において、避難地若しくは防災活動拠点として位置づけられるものまたは位置づけられることが確実なものを含んだものが、おおむね1ヘクタール以上、用地取得が困難で緊急を有するものは0.7ヘクタール以上、密集市街地緊急リノベーション事業の整備計画に位置づけられるものは1,500平方メートル以上の防災公園の整備を、事業用地の相当部分を防災公園として整備し、公園の整備と併せて行われるべき市街地の整備改善を図る。木造の建築物が密集しており、かつ十分な公共施設がないことや、その他当該地域の土地利用の状況から防災機能が確保されていないと認められる市街地が存する地域を対象地域とし、首都圏・中部圏・関西圏・九州圏といった大都市地域の既成市街地及びこれらと連担し一体の市街地を形成する地域、大規模地震対策特別措置法に基づく地震防災対策強化地域内の既成市街地、東南海・南海地震に係る地震防災対策の推進に関する特別措置法に基づく東南海・南海地震防災対策推進地域内の既成市街地、日本海溝・千島海溝周辺海溝型地震に係る地震防災対策の推進に関する特別措置法に基づく日本海溝・千島海溝周辺海溝型地震防災対策推進地域内の既成市街地、地震予知連絡会が平成19年度までに指定していた観測強化地域又は特定観測地域内の既成市街地が該当とされるが、これ以外にも都市再生プロジェクトで第三次決定に基づく特に大火の可能性の高い危険な市街地およびその周辺地域、密集法第３条の防災再開発促進地区、住宅市街地総合整備事業制度要綱に基づく密集住宅市街地整備型重点整備地区を含む整備地区と、これらの密集市街地の整備改善に資する事業の用に供する土地も、既成市街地の防災上危険性の高い密集市街地が存する地域も該当となる。

##### 防災公園街区整備事業の実施事例
- 杉並区桃井三丁目地区桃井原っぱ公園・インザパーク荻窪サウステラス（日産自動車の工場跡地）
- 高槻市八丁畷地区
- 市川市大洲防災公園 (明治乳業の工場跡地)[7]
- 摂津市千里丘四丁目地区防災公園
- 鎌倉市岩瀬下関防災公園
- 神戸市浜辺通地区みなとのもり公園（神戸震災復興記念公園）
- 東京都北区西ヶ原四丁目地区西ヶ原みんなの公園・アルティス西ヶ原パークヒルズ. 老人ホーム飛鳥晴山苑（外語大跡地公園）
- 三鷹市新川防災公園・多機能複合施設（仮称）整備（市民センター周辺地区防災公園街区整備事業・東京多摩青果三鷹市場跡地、新川6丁目）
- 大阪府八尾市南木の本三丁目地区
- 高槻市古曽部町3 丁目地区曽部防災公園
- 大阪府枚方市北片鉾町地区
- 兵庫県宝塚市末広町地区末広中央公園
- 千葉県柏市中原一丁目地区